# Iaria interstitialis
Iaria interstitialis là một loài tò vò trong họ Ichneumonidae.